# Melissa Depraetere
Melissa Depraetere, née le 12 mai 1992 à Courtrai, est une femme politique belge, membre de Vooruit. Elle est vice-ministre-présidente du gouvernement flamand depuis le 30 septembre 2024 mère célibataire 

## Biographie
Melissa Depraetere naît le 12 mai 1992 à Courtrai. Elle a étudié les sciences politiques à l’Université de Gand.
Aux élections législatives fédérales de 2019, Melissa Depraetere est élue à la Chambre des Représentants.
De novembre 2023 à juillet 2024, elle est présidente ad interim du parti à la suite de la démission de l'ancien président Conner Rousseau,. Elle occupera ce poste jusqu'aux élections régionales et fédérales de 2024. Après celles-ci, des élections internes remettent Conner Rousseau à la présidence du Vooruit.
Elle se présente au niveau fédéral lors des élections du 9 juin 2024, dans la circonscription de Flandre occidentale. Elle est réélue à la Chambre des représentants avec 63 917 voix de préférence. Elle devient cependant vice-ministre-présidente du gouvernement flamand, le 30 septembre 2024, chargée du Logement, de l'Énergie et du Climat, du Tourisme et de la Jeunesse. En janvier 2025, elle lance une initiative pour encourager l'isolement des habitations.